# 谷戸のびのび保育園
谷戸のびのび保育園（やとのびのびほいくえん）は、東京都西東京市谷戸町にある私立の保育所である。設置者はデジタルディフェンス有限会社。受入年齢は0歳児（産休明け）より小学校入学前まで。入所定員数96名。。

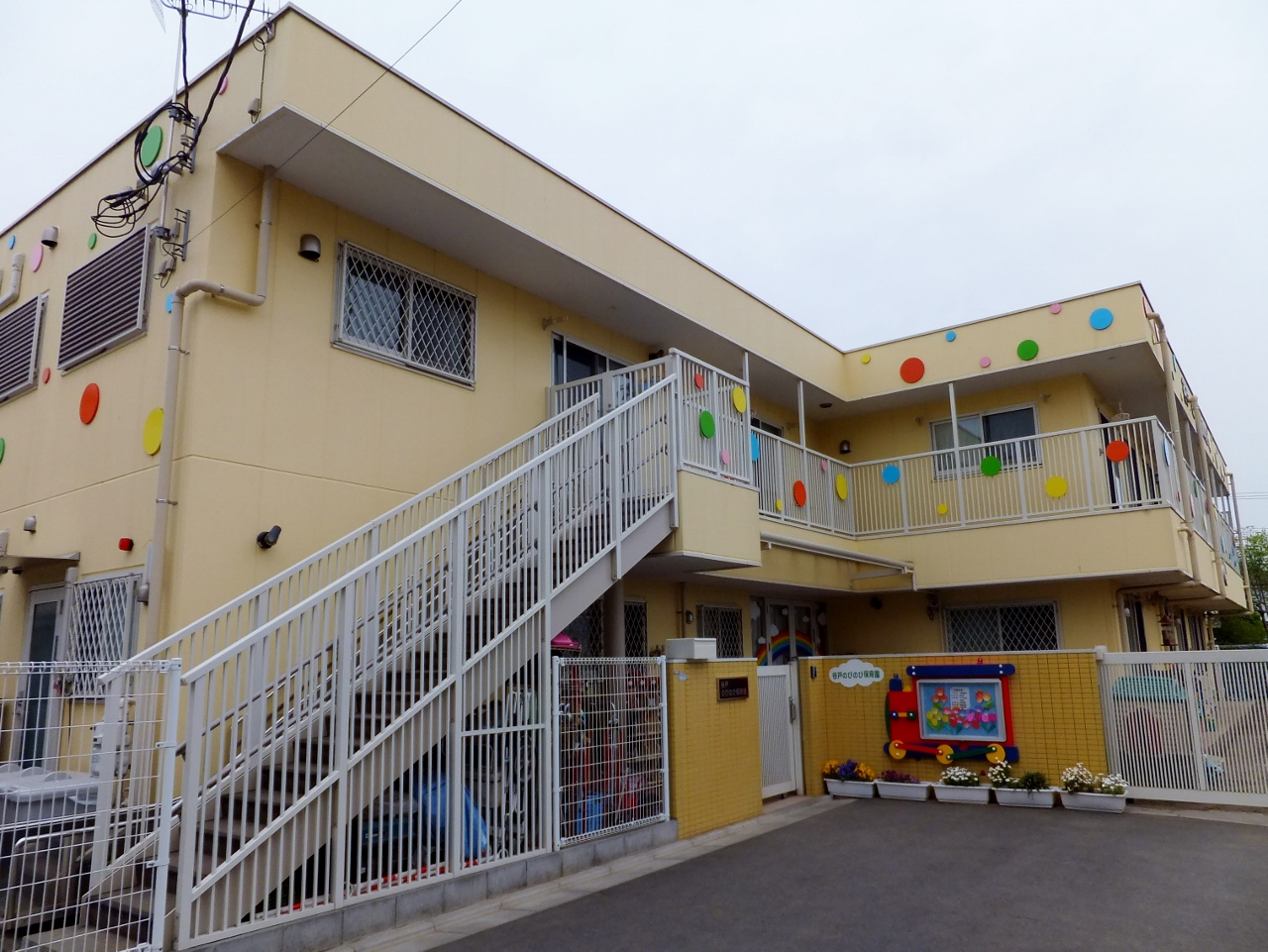
園舎（2014年4月）

## 沿革
- 2013年7月1日設立
- 2020年4月1日 系列の谷戸すくすく保育園が本園の分園となり、合わせてひとつの認可保育園となる。[4]

## 特色
出典
- 「風と光と笑顔あふれる保育」という理念のもと、自然との触れ合いを重視している。
  - 近隣には住吉森林公園、谷戸せせらぎ公園など公園が多く環境にあることもあり、園児は毎日散歩に出掛けている。
  - 公園で収集した草花、種、どんぐりの実などを利用し、園での製作活動に生かしている。
  - 近所の農園で野菜を育てるなど、意図的に自然に触れる作っている。
- 豊な情操を育むため、読書に力を入れている。
  - 1,500冊以上の本を揃えている。[7]
- ボランティアを積極的受け入れている。
  - 中高校生を夏休みボランティアや職場体験（2014年度44名）
  - 大学、専門学校の実習生（2014年度4名）

## 保育時間
- 7時〜20時

## 休園日
- 日曜日・祝日
- 年末年始

## 実施保育
- 0歳児保育
- 延長保育

## 年間行事
出典
- 4月：入園式
- 5月：遠足
- 8月：園のお祭り
- 10月：運動会
- 11月：保護者参観、懇談会
- 2月：懇談会
- 3月発表会、卒園式

※ 上記以外に季節の行事として獅子舞、豆まき節分、雛祭、こどもの日、プール開き、お月見会、七夕、稲刈り、七五三お参り、ハロウィン、クリスマスコンサート、餅つきなどを実施している。

## 所在地
- 〒202-0004 東京都西東京市谷戸町3丁目13番14号

## 交通アクセス
- 西武池袋線ひばりヶ丘駅より徒歩9分